# نیو سیلم (ماساچوست)
نیو سیلم(به انگلیسی: New Salem) شهرکی در شهرستان فرانکلین ایالت ماساچوست می‌باشد که در سال ۱۷۷۵ بنیان‌گذاری شده‌است. این شهرک در سرشماری سال ۲۰۱۰ میلادی، ۹۹۰ نفر جمعیت داشته‌است.